# Faktor VII

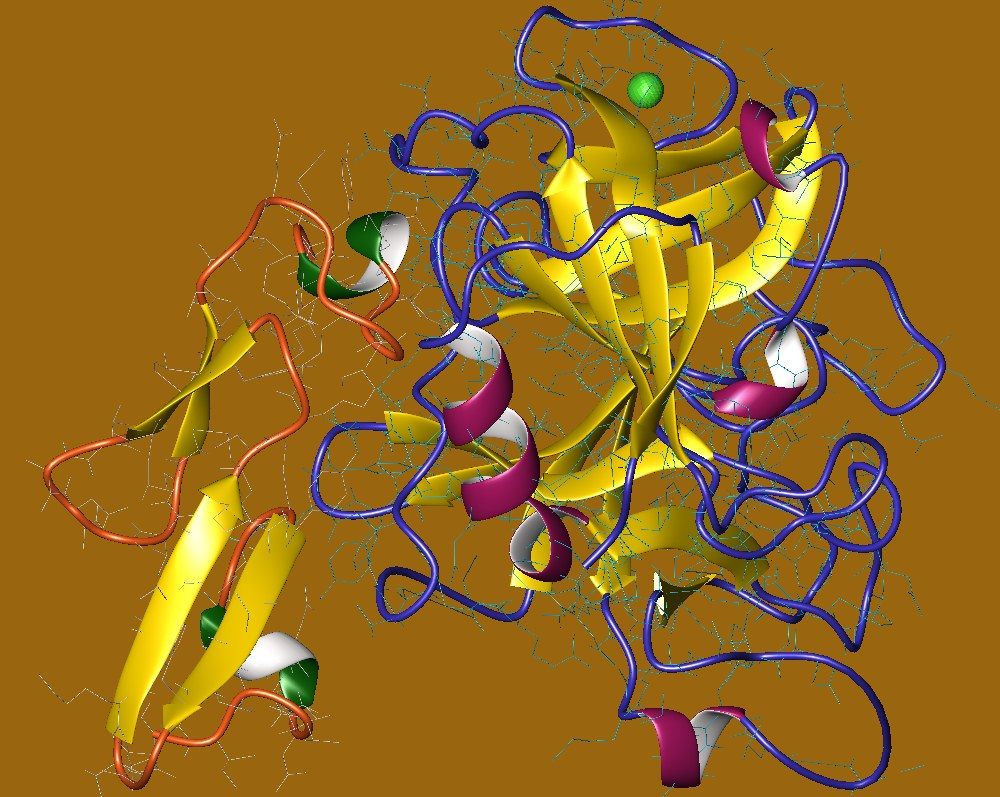
Faktor VIIa heterodimer, Human.

Faktor VII (7) är ett av de glykoproteiner som är verksamma vid blodkoagulering.

## Fysiologi
Faktor VII-proteinets huvudroll är att initiera koaguleringsprocessen tillsammans med vävnadstromboplastin (tissue factor, faktor III). Vävnadstromboplastinet är normalt utanför blodvenerna och vid skada kommer det i kontakt med blodet som gör att faktor VII aktiveras och binder sig till tromboplastinet. Detta komplex aktiverar faktor X och faktor IX. Faktor VII är beroende av vitamin K och produceras i levern.

## Faktor VII-brist
Faktor VII-brist är en medfödd genetisk defekt som innebär att man har en låg halt av koagulationsfaktor VII (7) i blodet. Personer med faktor VII-brist blöder ovanligt mycket i samband med skador vid olyckstillfällen eller kirurgiska ingrepp. Personer med svår form av faktor VII-brist kan dessutom utveckla spontana blödningar.

## Bristärftlighet
Faktor VII-brist är en relativt ovanlig sjukdom då båda föräldrarna måste ha anlaget för att barnet ska få det, så kallat recessivt anlag. Vid brist av faktor VII så är det vissa läkemedel man ska undvika då det ökar blödningsbenägenheten.